# Friedemann Friese

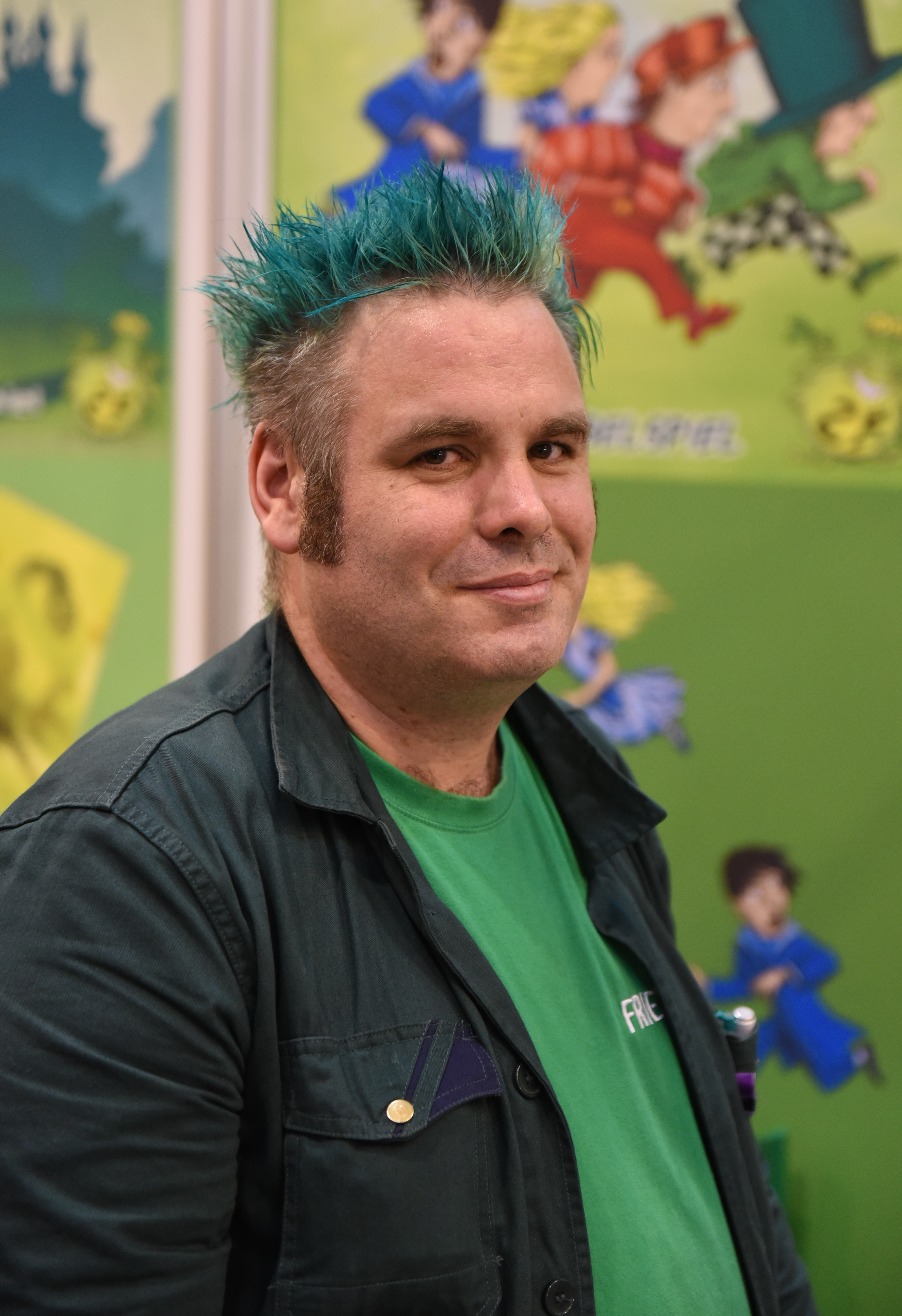
Friedemann Friese auf den Internationalen Spieltagen in Essen 2017

Friedemann Friese (* 5. Juni 1970 in Stadthagen) ist ein deutscher Spieleautor sowie Gründer und Betreiber des Spieleverlags 2F-Spiele.

## Leben
Friedemann Friese gründete 1992 den Spieleverlag „Spiele-Bau-Stelle“, um im Eigenverlag sein erstes Spiel Wucherer zu publizieren. 1994 wurde der Verlag in Anlehnung an seinen Namen in „2F-Spiele“ umbenannt. 2001 und 2004 war das von ihm entwickelte Spiel Funkenschlag Finalist beim International Gamers Award, 2005 wurde es auf die Empfehlungsliste zum Spiel des Jahres aufgenommen und 2010 wurde es mit dem Niederländischen Spielepreis ausgezeichnet. In den Folgejahren wurden mehrere weitere Spiele von ihm bei internationalen Spielepreisen nominiert und ausgezeichnet (s. u.)
Er ist Mitglied der Spiele-Autoren-Zunft (SAZ) und war von 2009 bis 2011 deren Vorsitzender. Er lebt in Bremen und betreibt seit 2003 den Sport Kutterpullen bei Lokomotive Pusdorf.

## Auszeichnungen
Mehrere Spiele von Friedemann Friese konnten sich bei Spielepreisen nominieren oder diese gewinnen:
Fabelsaft
- Empfehlungsliste zum Spiel des Jahres 2017
- Österreichischer Spielepreis: Spiele Hit für Freunde 2017
- 7. Platz beim Deutschen Spielepreis 2017

Famiglia
- International Gamers Award 2011: Nominiert in der Kategorie General Strategy – 2-Player

Fauna
- Nominiert zum Spiel des Jahres 2009
- 10. Platz beim Deutschen Spielepreis 2009

Filou
- 3. Platz beim À-la-carte-Kartenspielpreis 2008

Finstere Flure
- Finalist beim International Gamers Award 2004
- 8. Platz beim Deutschen Spielepreis 2004

Fische Fluppen Frikadellen
- Auswahlliste zum Spiel des Jahres 2002
- 6. Platz beim Deutschen Spielepreis 2003

Funkenschlag
- Empfehlungsliste zum Spiel des Jahres 2005
- Finalist beim International Gamers Award 2001
- Finalist beim International Gamers Award 2004
- Spiel des Jahres 2007 in Polen
- Niederländischer Spielepreis 2010

Stich-Meister
- 2. Platz beim À-la-carte-Kartenspielpreis 2011

## Ludographie
Wenn kein Verlag angegeben ist, dann ist das Spiel im eigenen Verlag „2F-Spiele“ erschienen.
- 1992: Wucherer (Neuauflage bei Abacusspiele und als LandLord bei Rio Grande Games (1998))
- 1994: Falsche FuFFziger
- 1994: Paparazzo (mit Wolfgang Panning, Abacusspiele)
- 1995: Foppen
- 1997: FrischFisch (als Fresh Fish bei Plenary Games)
- 1998: Friesematenten
- 1999: Frischfleisch
- 2000: Flickwerk
- 2001: Funkenschlag (als Power Grid bei Rio Grande Games)
- 2002: Fische Fluppen Frikadellen
- 2002: Fundstücke
- 2003: Finstere Flure (Pegasus Spiele, Edition Spielwiese)
- 2003: Ludoviel (mit Hartmut Kommerell, Thorsten Gimmler, Andrea Meyer und Martina Hellmich (Tagungshaus Drübberholz))
- 2003: Schwarzarbeit (mit Andrea Meyer, BeWitched-Spiele)
- 2005: Fiese Freunde – Fette Feten (mit Marcel-André Casasola Merkle, 2018 in Kleinauflage von Jan Cronauer und Johannes Jäger wieder aufgelegt)
- 2005: Turbo Taxi
- 2006: Fiji
- 2006: Fürchterliche Feinde
- 2006: Megastar (Amigo)
- 2006: Monstermaler (mit Marcel-André Casasola Merkle und Andrea Meyer (2F-Spiele, BeWitched, Casasola))
- 2007: Filou (Edition Spielwiese, Pegasus)
- 2008: Fauna (HUCH! & friends)
- 2008: Flussfieber
- 2009: Fabrikmanager
- 2010: Fürstenfeld
- 2010: Famiglia
- 2010: $chwarz€r Fr€itag (Kosmos Spiele)
- 2010: Stich-Meister (amigo)
- 2011: Funkenschlag – Die ersten Funken
- 2011: Freitag
- 2012: Fremde Federn
- 2012: Fundstücke (überarbeitete Neuauflage)
- 2013: Frieses Wucherer (überarbeitete Neuauflage)
- 2013: Fünf Gurken
- 2013: Futterneid
- 2013: Falter
- 2014: Funkenschlag deluxe (überarbeitete Neuauflage)
- 2014: Frischfisch (überarbeitete Neuauflage)
- 2015: 504
- 2016: Funkenschlag – Das Kartenspiel
- 2016: Fabelsaft
- 2016: Futschikato
- 2017: Fast Forward: Festung
- 2017: Fast Forward: Flucht
- 2017: Fast Forward: Furcht
- 2017: Fertig!
- 2017: Fabelsaft – Die Limeten-Erweiterung
- 2017: Funkenschlag – Fabel-Erweiterung (11. Erweiterung)
- 2018: Fast Forward: Fatal
- 2018: Futuropia
- 2018: Feiner Sand
- 2018: Foppen (überarbeitete Neuauflage)
- 2019: Faultier
- 2019: Feuer frei!
- 2019: Funkenschlag (überarbeitete Neuauflage)
- 2020: Faiyum
- 2020: Feierabend
- 2021: Faultier – Fröhliche Ferien (1. Erweiterung)
- 2021: Freie Fahrt
- 2021: Frisiert!
- 2022: Findorff
- 2022: Fasanerie
- 2023: Freaky Frogs From Outaspace
- 2023: FTW?!
- 2024: Fischen
- 2024: Freie Fahrt USA
- 2024: Funkenschlag: Bremen/Manhattan
- 2024: Funkenschlag: Outpost